# Mistrzostwa Świata Juniorów w Narciarstwie Klasycznym 1988
Mistrzostwa Świata Juniorów w Narciarstwie Klasycznym 1988 – zawody sportowe, które odbyły się w dniach 1 - 7 lutego 1988 r. w austriackim Saalfelden am Steinernen Meer. Podczas mistrzostw zawodnicy rywalizowali w 10 konkurencjach, w trzech dyscyplinach klasycznych: skokach narciarskich, kombinacji norweskiej oraz w biegach narciarskich. W tabeli medalowej zwyciężyła reprezentacja ZSRR, której zawodnicy zdobyli też najwięcej medali, 7, w tym 4 złote, 2 srebrne i 1 brązowy.

## Program
3 lutego
- Kombinacja norweska – skocznia normalna, 10 kilometrów indywidualnie (M)
- Biegi narciarskie – 5 kilometrów (K), 10 kilometrów (M)

4 lutego
- Skoki narciarskie – skocznia normalna drużynowo (M)

5 lutego
- Biegi narciarskie – sztafeta 3 × 5 kilometrów (K), 3 × 10 kilometrów (M)

6 lutego
- Kombinacja norweska – skocznia normalna, 3 × 10 kilometrów drużynowo (M)

7 lutego
- Biegi narciarskie – 15 kilometrów (K), 30 kilometrów (M)
- Skoki narciarskie – skocznia normalna indywidualnie (M)

## Medaliści

### Biegi narciarskie
Mężczyźni
| Konkurencja                      | Data          | Złoto                                                       | Srebro                                                      | Brąz                                                           |
| -------------------------------- | ------------- | ----------------------------------------------------------- | ----------------------------------------------------------- | -------------------------------------------------------------- |
| Bieg na 10 km techniką klasyczną | 3 lutego 1988 | Gierman Karaczewski                                         | Maksim Kozłow                                               | Michael Knoth                                                  |
| Bieg na 30 km techniką dowolną   | 7 lutego 1988 | Aleksandr Karaczewski                                       | Fulvio Valbusa                                              | Lars-Erik Ramström                                             |
| Bieg sztafetowy 3 × 10 km        | 5 lutego 1988 | ZSRR Maksim Kozłow · Andriej Warwarin · Gierman Karaczewski | Włochy Gianpiero Macario · Gaudenzio Godioz · Silvio Fauner | Szwecja Anders Bergström · Lars-Erik Ramström · Niklas Jonsson |

Kobiety
| Konkurencja                     | Data          | Złoto                                        | Srebro                                                              | Brąz                                                     |
| ------------------------------- | ------------- | -------------------------------------------- | ------------------------------------------------------------------- | -------------------------------------------------------- |
| Bieg na 5 km techniką klasyczną | 3 lutego 1988 | Tatjana Bondariewa                           | Ann-Marie Karlsson                                                  | Stefania Belmondo                                        |
| Bieg na 15 km techniką dowolną  | 7 lutego 1988 | Gabriele Heß                                 | Heike Wezel                                                         | Sylke Meyer                                              |
| Bieg sztafetowy 3 × 5 km        | 5 lutego 1988 | NRD Sylke Meyer · Heike Wezel · Gabriele Heß | ZSRR Swietłana Michiejewa · Walentina Smirnowa · Tatjana Bondariewa | Włochy Laura Bettega · Lorella Baron · Stefania Belmondo |

### Skoki narciarskie
Mężczyźni
| Konkurencja                       | Data          | Złoto                                                                        | Srebro                                                                 | Brąz                                                                  |
| --------------------------------- | ------------- | ---------------------------------------------------------------------------- | ---------------------------------------------------------------------- | --------------------------------------------------------------------- |
| Skocznia normalna - indywidualnie | 1 lutego 1988 | Heinz Kuttin                                                                 | Staffan Tällberg                                                       | Markus Steiner                                                        |
| Skocznia normalna - drużynowo     | 4 lutego 1988 | Austria Andi Rauschmeier · Günter Schöffmann · Markus Steiner · Heinz Kuttin | Norwegia Tor-Helge Bakken · Øyvind Berg · Kåre Herrem · Kent Johanssen | Czechosłowacja Jan Kukačka · Jiří Rázl · Tomáš Raszka · František Jež |

### Kombinacja norweska
Mężczyźni
| Konkurencja                                      | Data          | Złoto                                                         | Srebro                                                              | Brąz                                                      |
| ------------------------------------------------ | ------------- | ------------------------------------------------------------- | ------------------------------------------------------------------- | --------------------------------------------------------- |
| Skocznia normalna, bieg na 10 km - indywidualnie | 3 lutego 1988 | Radomír Skopek                                                | Francis Repellin                                                    | Bård Jørgen Elden                                         |
| Skocznia normalna, bieg na 3 × 10 km - drużynowo | 6 lutego 1988 | Norwegia Trond Einar Elden · Bård Jørgen Elden · Jon Andersen | Czechosłowacja Radomír Skopek · František Máka · Michal Pustějovský | ZSRR Ago Markvardt · Wasilij Sarafanow · Anatolij Azarkin |

## Tabela medalowa
| Klasyfikacja medalowa | Klasyfikacja medalowa | Klasyfikacja medalowa | Klasyfikacja medalowa | Klasyfikacja medalowa | Klasyfikacja medalowa |
| Lp.                   | Państwo               | złoto                 | srebro                | brąz                  | złoto · srebro · brąz |
| --------------------- | --------------------- | --------------------- | --------------------- | --------------------- | --------------------- |
| 1.                    | ZSRR                  | 4                     | 2                     | 1                     | 7                     |
| 2.                    | NRD                   | 2                     | 1                     | 2                     | 5                     |
| 3.                    | Austria               | 2                     | 0                     | 1                     | 3                     |
| 4.                    | Czechosłowacja        | 1                     | 1                     | 1                     | 3                     |
| 4.                    | Norwegia              | 1                     | 1                     | 1                     | 3                     |
| 6.                    | Szwecja               | 0                     | 2                     | 2                     | 4                     |
| 6.                    | Włochy                | 0                     | 2                     | 2                     | 4                     |
| 8.                    | Francja               | 0                     | 1                     | 0                     | 1                     |